# Pablo Sycet
Pablo Sycet Torres (Gibraleón, Huelva, 9 de febrero de 1953) es un artista visual español polifacético. Aunque la pintura es su principal dedicación profesional, también ejerce como comisario de exposiciones, editor, diseñador gráfico, letrista de numerosas canciones y la producción musical y es uno de los artífices de la actividad artística de la capital desde los años de la Movida Madrileña.

## Trayectoria profesional
Su carrera profesional la desarrolla en Madrid realizando su primera exposición individual "Gestos" en el año 1978 en la Galería Antonio Machado. En el año 1982 obtiene la beca del Ministerio de Cultura español y en el año 1985 obtiene la beca del Comité Conjunto Hispano Norteamericano para la Cooperación Cultural y Educativa para residir en Nueva York. 
Sycet es uno de los pintores andaluces más representativos de la generación de los años 80. Centrado en la pintura a lo largo de más de 40 años, compagina esta como actividad principal sumándole un amplio abanico de campos complementarios como la edición, la tipografía, el diseño gráfico, la fundación de galerías de arte, la organización de exposiciones, las letras de canciones, la producción musical y la creación y programación de la Galería Sandunga junto al artista Julio Juste.
Con el crítico y comisario de arte Quico Rivas mantuvo una estrecha colaboración a lo largo de muchos años participando recíprocamente en algunos de sus proyectos, como "Su disco favorito", "Andana" y "Madrid, Madrid, Madrid.
Con sus pinturas ha realizado múltiples exposiciones, destacando su periódica colaboración con la Galería Sen de Madrid. Posteriormente ha continuado su carrera expositiva realizando exposiciones en diversos puntos de la geografía española, así como dos individuales en 1985 y 1988, en la Tossan-Tossan Gallery, de New York.
El crítico de arte José Ramón Danvila escribió en 1992, acerca de la presencia en la exposición "Corazonadas" de los sentimientos amorosos y el erotismo que emanan de sus obras como "un conjunto de reacciones ha dado forma a un combinado natural, onírico e imaginativo que, si bien especula con lo real para mostrarse irreal, refleja un convencimiento personal por la necesidad de plantear experiencia y deseo, memoria y aventura, materialidad y fantasía, evidencia y sueño como binomios siempre fijos de una representación que quiere ser crónica, por lo que tiene de memoria, y ensayo, por lo que tiene de utopía".
La muestra retrospectiva titulada "Travesía entre dos mundos  [Pintura y diseño gráfico. 1978-2018]" en la sala de la Provincia de Huelva dentro de la programación del Otoño Cultural Iberoamericano OCIb en 2018, crea un fluido díálogo entre sus etapas primeras y las más recientes cubriendo un espectro de 40 años de producción pictórica en diálogo con su actividad como diseñador gráfico, está acompañada de una banda sonora original propia con las canciones a las que puso letra en compañía de Luz Casal y Nacho Canut, para Fangoria, entre otros

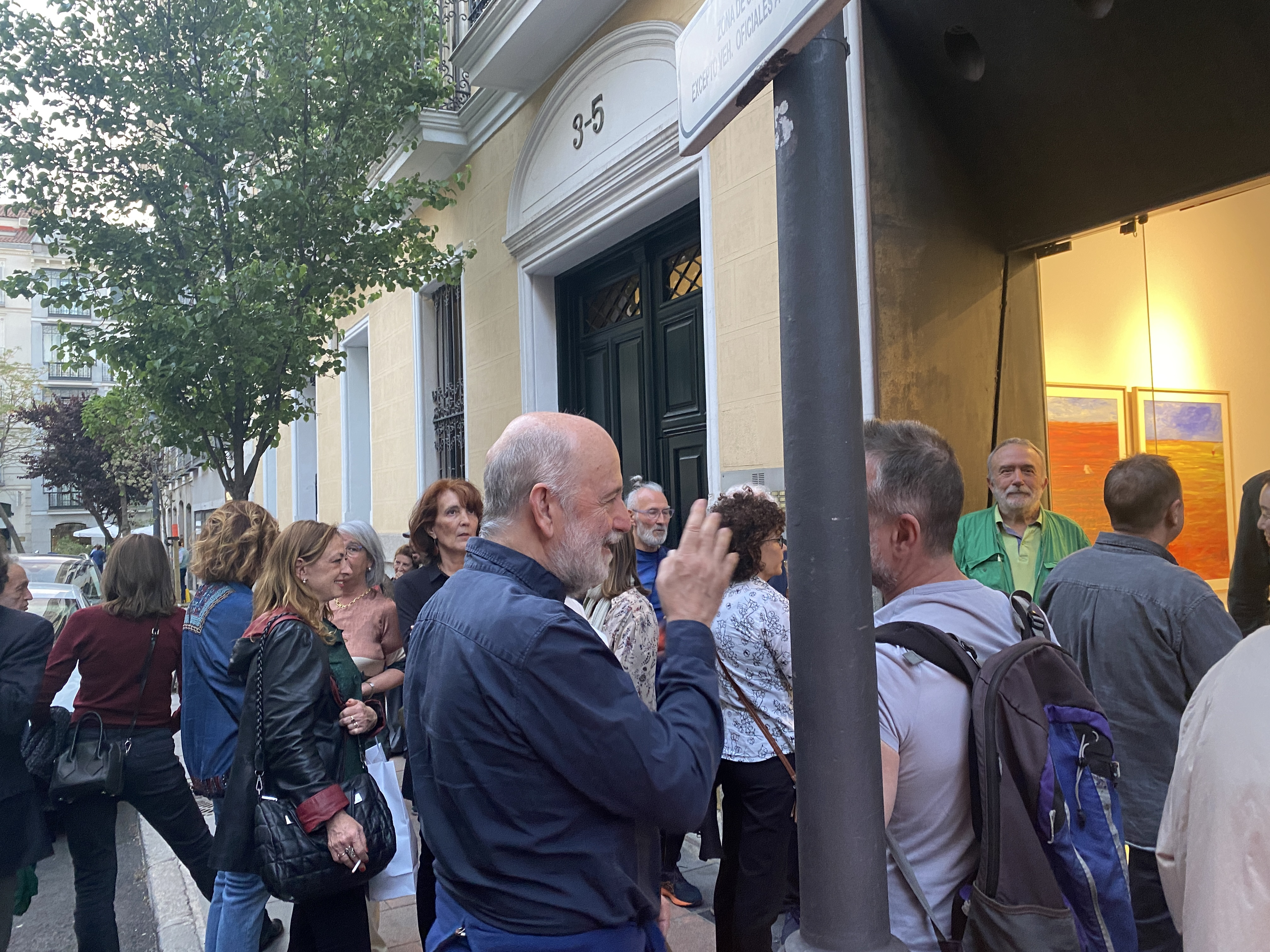
Sycet, de verde, recibiendo a la entrada de la inauguración de su exposición en Madrid, año 2023

Pablo Sycet ha sido un puente fundamental tanto desde el punto de vista geográfico como desde el punto de vista generacional. Geográficamente hablando, buena parte de sus trabajos han unido Andalucía y Madrid durante estas décadas. Aunque su residencia habitual ha sido madrileña, nunca ha renunciado a sus vínculos andaluces y especialmente granadinos, muy al contrario, siempre ha intentado re-invertir allí, en Andalucía, lo ganado y aprendido en Madrid. También ha sido un puente generoso y desprendido entre los artistas de las generaciones anteriores a la suya como la de los pintores andaluces el sevillano Luis Gordillo o el granadino José Guerrero y las generaciones posteriores de jóvenes artistas.

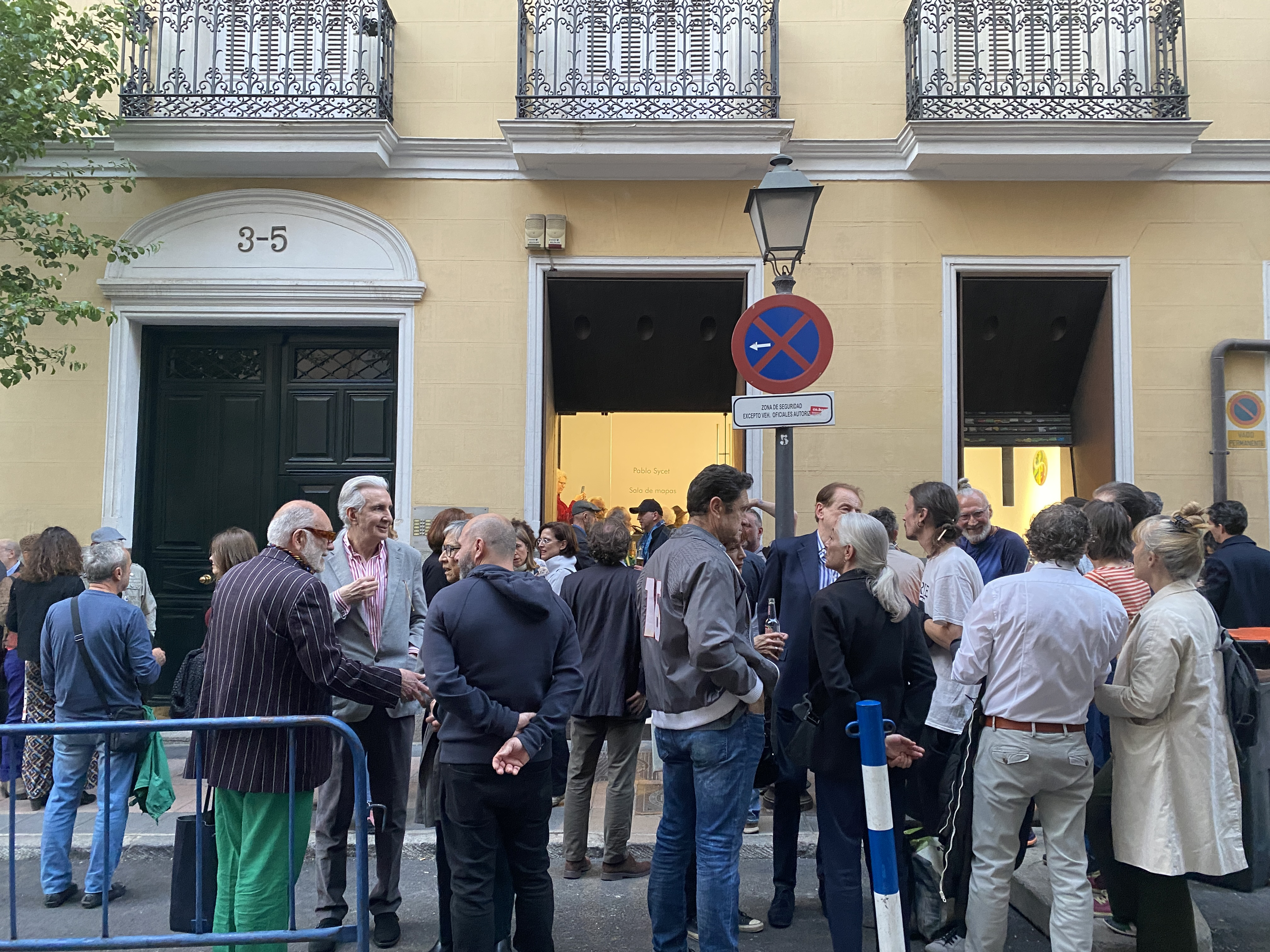
Multitudinaria inauguración de Sycet en Madrid, año 2023

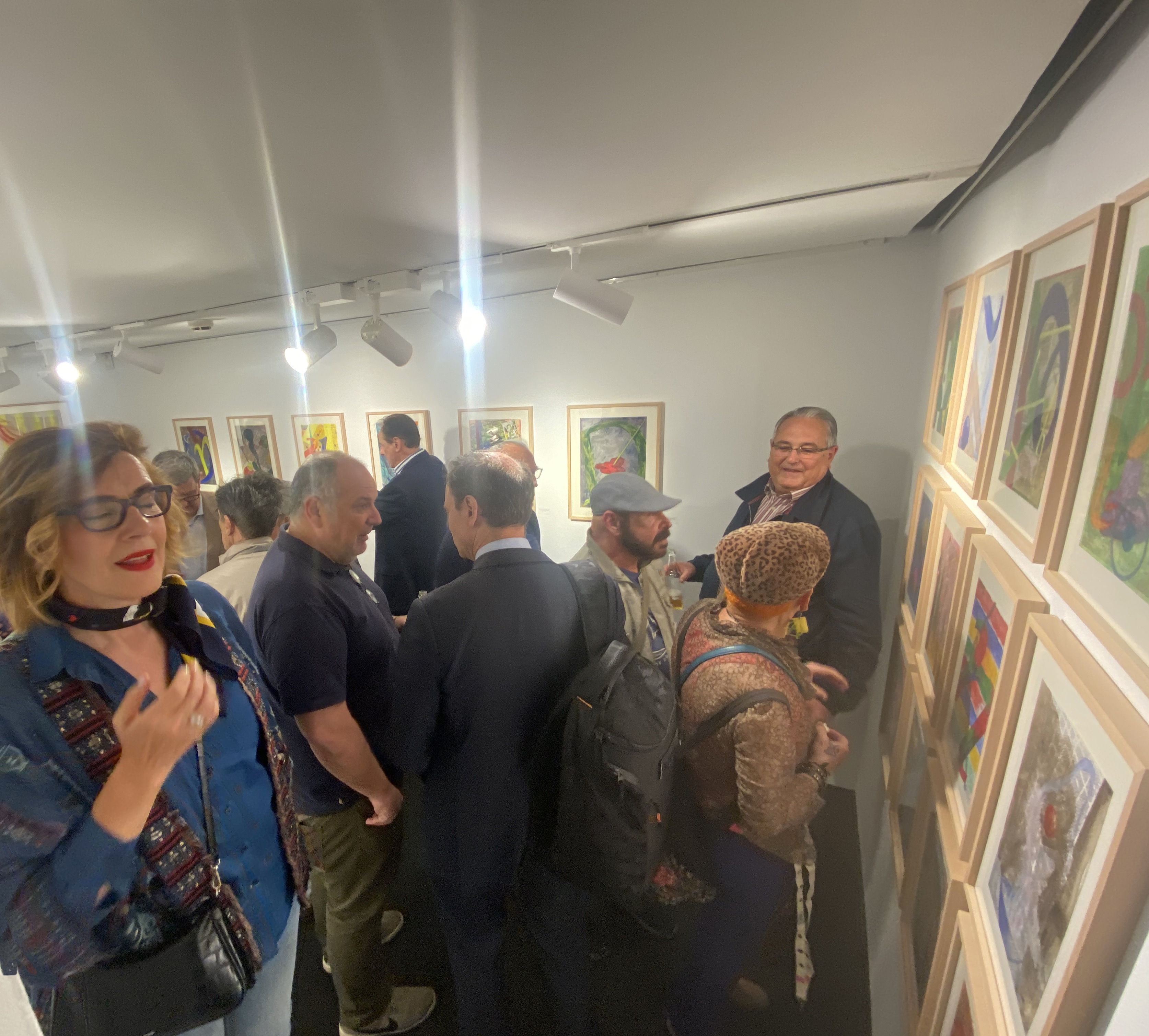
Una de las salas de la exposición de Sycet en la galería Luis Burgos, año 2023

En el año 2023, ha llevado a cabo una exposición individual  de sus pinturas y dibujos en Madrid en la galería Luis Burgos.

## Comisariados
Inicia su faceta de organizador de exposiciones en los años 80, creando exposiciones temáticas y en algunos años generacionales, en el año 1982 presenta la titulada "El paisaje en la pintura andaluza contemporánea" en la Galería Antonio Machado de Madrid, y posteriormente en Granada "Puntos de vista", "Donde la ciudad pierde su nombre", y "Granada como ficción". 
En 2002, muchos artistas plásticos homenajean al crítico de arte José Ramón Davila de la mano de su amigo Sycet, ya que mantuvieron una continua colaboración y por ser ambos andaluces, les unió una estrecha amistad.  Obras de un total de 48 artistas plásticos dieron contenido a la exposición "Ecos de la memoria José Ramón Danvila y sus amigos", con la que se rindió un homenaje a este crítico de arte cordobés fallecido en abril de 1997. La muestra, cuya nómina de creadores la componen artistas que él conoció o a los que realizó la crítica de su obra, fue organizada por la Fundación Provincial de Artes Plásticas Rafael Botí con la colaboración del Ayuntamiento de Córdoba.
Como buen narrador, los títulos de las exposiciones de Sycet revelan su faceta de escritor: "La figura y el lugar" en la galería Cercle 22, de Barcelona, "Espejos del alma. El retrato fotográfico en la España de nuestros días" y "Formas y colores de la música. Diseño gráfico y música española a finales del siglo XX" para la Red Itíner, de la Comunidad de Madrid, en el año 2009. El mismo año organiza la exposición "Viaje alrededor de Carlos Berlanga" en la Sala Municipal, de Valencia, y Salas El Águila, de la Comunidad de Madrid. CAM.
En el año 2013 y bajo el título "El papel de la Movida. Arte sobre papel en el Madrid de los 80" presenta una recopilación del arte de los 80 con una visión intimista en el Museo ABC en Madrid.
Sycet recopila los coloristas retratos que se hizo el cantante, pintor y performer Fabio de Miguel, así como objetos varios relacionados con este polifacético creador en la muestra “Fabio MacNamara: autor de retratos” en los espacios de arquitectura industrial del Centro Cultural La Térmica, de Málaga, en el año 2014..
La exposición “La bolsa y la vida” celebrada en el Palacio de los Condes de Gavia en el año 2014 fue un homenaje al artista granadino José Guerrero en su centenario, ya que cuando Sycet estuvo becado en New York visitó a José Guerrero en su estudio y se inició una colaborativa relación.  El contenido de esta colección ,100 obras ejecutadas sobre bolsas de papel, fue donado a la provincia de Granada.
Otra exposición relevante ha sido la titulada “Blanca Doble. El mundo y la colección de Blanca Sánchez Berciano” como un homenaje a esta agitadora cultural mostrando su sentido estético a través de la colección que formó a lo largo de los años en que fue una de las artífices dinamizadoras de la movida y estrecha colaboradora de la Galería Fernando Vijande.  Esta exposición se celebró en el Círculo de BB.AA. de Madrid en el año 2014.
En el año 2015 comisaría la exposición de su amigo el poeta Jaime Gil de Biedma con el título “La persona y el verbo. 25 años después de su muerte" en el Centro Andaluz de las Letras. Málaga y Sevilla.
Y en el año 2016 en la muestra “Al pie de la letra” participan numerosos artistas en esta exposición temática, cuyo tema fue "el pie". La diversidad de propuestas en la exposición mostraba las múltiples aportaciones de un gran número de artistas de diferentes estilos y técnicas,  se presentó en el Palacio de los Condes de Gabia en Granada.
En el año 2017 “Warholiana, una exposición sobre la herencia de Andy Warhol en el XXX aniversario de su muerte” coincidiendo con el día del nacimiento del autor para rendirle homenaje en el Instituto de América, Santa Fe en Granada. Y ya en el año 2018 concibe y monta “Qué hace una chica como tú en un Warhol como este?”. Sala DBAT. Gibraleón. Huelva, así como la exposición inter generacional “Andalucía, imagen y palabra” creando un diálogo entre las artes y las letras andaluzas en la sala de exposiciones de la Huerta de San Vicente que fue casa de campo de la familia García Lorca, patrocinada por el Ayuntamiento de Granada.
Otro proyecto expositivo realizado el mismo año 2018 ha sido la exposición titulada "Armas de Mujer" que reunió obras de 32 artistas de ambos sexos recopiladas de entre su colección celebrada en Gibraleón, Huelva.
El completo y complejo proyecto fotográfico comisariado por Sycet también en el año 2018, se tituló "En plan Travestí ( y radical) Fotografía y Transformismo en España entre dos siglos 1975-2015" muestra una recopilación de retratos como punto de partida de la representación fotográfica de identidades de género no normativa a través de 40 fotógrafos representantes de la práctica fotográfica en España e investiga la relación de la fotografía como método de representación de identidades disidentes radicales. Abarca desde la fotógrafa histórica catalana Colita, hasta los fotógrafos de reconocido prestigio como Alberto García Alix, Cristina García Rodero, Pablo Pérez-Minguez, Juan Hidalgo, Ouka Leele etc realizado en la Sala La Fragua de Tabacalera Promoción del Arte del Ministerio de Cultura Español
En el año 2022 se formalizó la Fundación Olontia de arte contemporáneo generada con la colección de Sycet.
En el año 2023, el alcalde de Sevilla firma un convenio con la Fundación Olontia para la cesión de más de 350 obras de la colección de Pablo Sycet a la ciudad de Sevilla, en cuya colección abundan artistas andaluces.

## Obras en museos y colecciones públicas
- Museo Nacional Centro de Arte Reina Sofía (Madrid)
- Museo Vázquez Díaz (Nerva/Huelva)
- Diputación Provincial de Alicante
- Fundación Gerardo Rueda (Madrid)
- Ayuntamiento de Granada
- Diputación Provincial de Huelva
- Banco Exterior de España
- Universidad Rey Juan Carlos (Madrid)
- Centro Olontense de Arte Contemporáneo (Gibraleón/Huelva)
- Diputación Provincial de Granada
- Museo Zabaleta (Quesada/Jaén)
- Caja de Ahorros de la Inmaculada (Zaragoza)
- Museo Nacional Postal y Filatélico, (Madrid)
- Ayuntamiento de Huelva
- The Hispanic Society of América (Nueva York)
- Escuela de Hacienda Pública (Madrid)
- Fundación La General (Granada)
- Museo de los Ángeles (Turégano/Segovia)
- The Paul Keppler Library, Queens University (Nueva York)
- Vychodoslovenska Galeria (Kosice/Eslovaquia)
- Colección Visible de Arte Contemporáneo (Madrid)
- Colec.cio Testimoni de la Caixa (Barcelona)